# Les Odyssées
Les Odyssées est un podcast de France Inter lancé en 2019.

## Présentation
L'émission, animée par Laure Grandbesançon, présente sous la forme d'épisodes de 12 à 18 minutes des grands noms de l'histoire. Début 2023, la série totalisait plus de 25 millions de téléchargements qui font d'elle un succès dans le domaine des podcast destinés à la jeunesse.
En 2020, une dizaine d'épisodes consacrés au Musée du Louvre sont coproduits par France Inter et le musée parisien. On y entend notamment le récit du vol de La Joconde par Vincenzo Peruggia ou le récit de la vie de Dominique Vivant Denon, premier directeur du musée.
La qualité de la série est saluée par la critique. Pour Télérama, le podcast « coche toutes les bonnes cases au bon moment » quand Notre temps salue « ces podcasts aussi documentés que drôles, ces Odyssées d'une quinzaine de minutes enchantent petits et grands ». La Croix souligne en particulier les talents de conteuse de l'animatrice qui combinés à des bruitages et musiques assez simples parviennent à transporter l'auditeur.

## Adaptations

### Livres
En mai 2021, Les Arènes publient un volume regroupant une sélection de 12 histoires. L'année suivante, un second tome consacré à quatre récits mythologiques sort l'année suivante.
- Laure Grandbesançon, Les grandes aventures de l'histoire racontées aux enfants, les Arènes France Inter, coll. « Les odyssées », 2021 (ISBN 979-10-375-0406-7)
- Laure Grandbesançon, Les mythes et récits légendaires racontés aux enfants, les Arènes France Inter, coll. « Les odyssées », 2022 (ISBN 979-10-375-0709-9)

### Théâtre

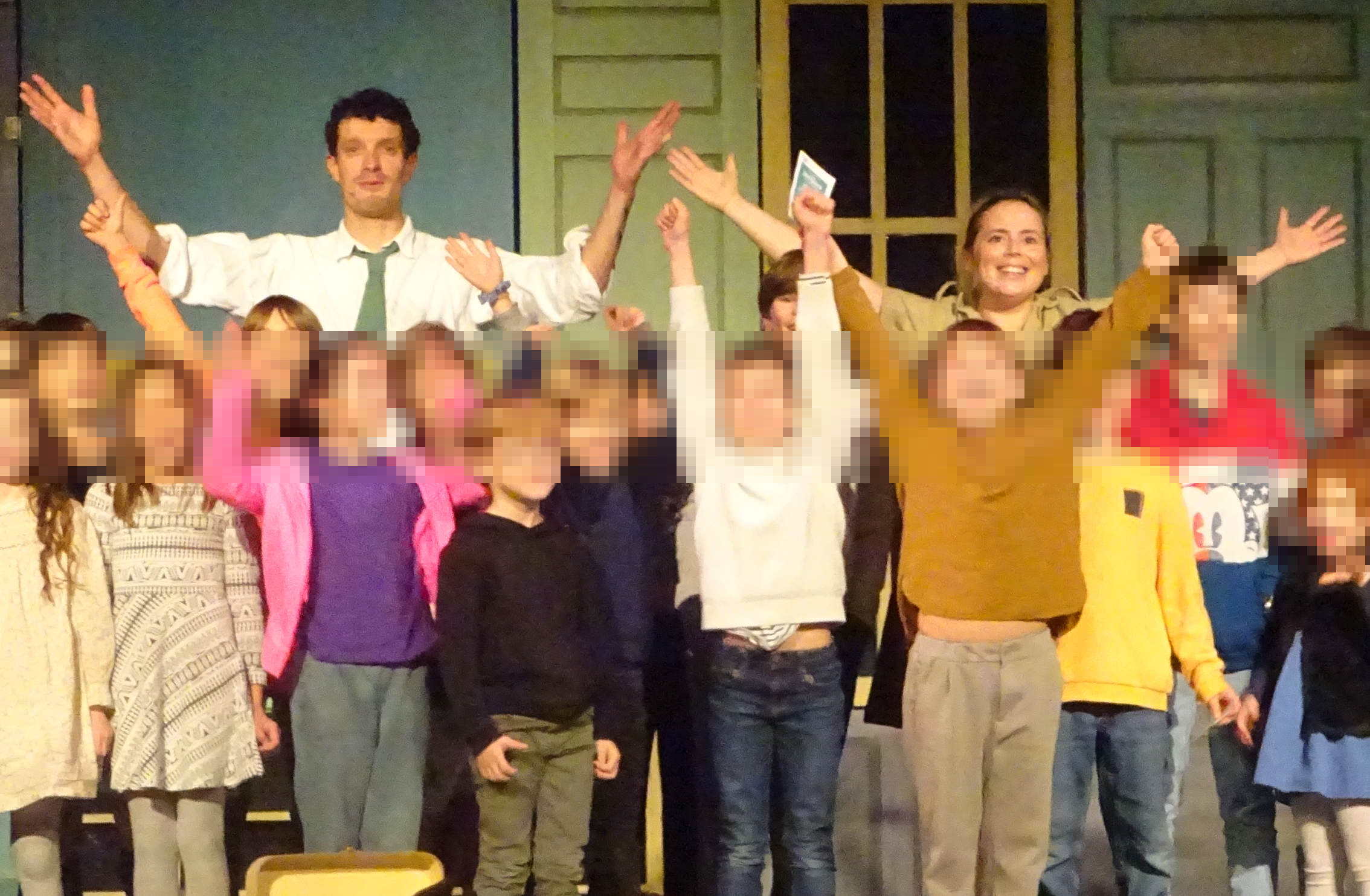
Baptiste Belaïd et Laure Grandbesançon sur scène

À partir d'octobre 2022, le podcast est adapté au théâtre et présenté au Théâtre libre. La pièce est mise en scène par Charlotte Saliou et la scénographie est confiée à Gregory Arsenal et Philip Rosenberg du Cirque Le Roux,.
La pièce rassemble sur scène Laure Grandbesançon et Baptiste Belaïd reprennent trois sujet déjà traités dans le podcast : Jeanne Barret (première femme à avoir fait le tour du monde), Howard Carter (découvreur de la tombe de Toutânkhamon) et la mission Apollo 13.
La pièce est à nouveau présentée entre octobre 2023 et janvier 2024, au Théâtre libre toujours.